# Vua bánh mì (manga)
Yakitate!! Japan (焼きたて!! ジャぱん Yakitate!! Ja-pan, từ "pan" ở cuối cũng có nghĩa là bánh mì theo tiếng Nhật) là loạt manga do Hashiguchi Takashi thực hiện và đăng trên tạp chí Shōnen Sunday của Shogakukan từ năm 2002 đến ngày 10 tháng 1 năm 2007. Cốt truyện xoay quanh Azuma Kazuma một anh chàng lên thành phố với ước mơ tạo ra một loại bánh ngọt ngon nhất để trở thành một biểu tượng đại diện cho Nhật Bản trên thế giới. Kazuma đã xin vào làm ở tiệm bánh Pantasia nổi tiếng để thực hiện ước mơ của mình, tại đây cậu đã làm ra nhiều loại bánh khác nhau và trong quá trình đó tiệm bánh nơi Kazuma làm việc cũng thi đấu với nhiều tiệm bánh khác xem ai là người làm ra loại bánh ngon nhất. Các loại bánh do các nhân vật thực hiện đều làm cho người hay nếm chúng "phê" và tạo ra các hiệu ứng ở các mức độ khác nhau để diễn tả độ ngon và hương vị của chúng.
Hãng Sunrise đã thực hiện chuyển thể anime của loạt manga và phát sóng tại Nhật Bản từ ngày 12 tháng 10 năm 2004 đến ngày 14 tháng 3 năm 2006 trên kênh TV Tokyo. Kênh truyền hình vệ tinh Animax đã phát sóng bộ anime này trên toàn hệ thống của mình ở khắp khu vực Đông Nam Á và Nam Á cũng như ở các khu vực khác trên thế giới.

## Tổng quan

### Nhân vật
nhân vật chính của truyện là Azuma Kazuma, một cậu bé 15 tuổi.
Tuyến nhân vật phụ gồm người bạn thân là Kawachi, cô chủ Tsukino, quản lý,...

## Truyền thông

### Manga
Loạt manga do Hashiguchi Takashi thực hiện và đăng trên tạp chí Shōnen Sunday của Shogakukan từ năm 2002 đến ngày 10 tháng 1 năm 2007. Shogakukan sau đó đã tập hợp các chương lại và phát hành thành 26 tankōbon. Ban đầu loạt manga chỉ phát hành trong năm tuần rồi sau đó ngừng nhưng sau khi nhận được nhiều đánh giá tích cực từ người đọc thì vài tháng sau loạt manga chính thức được tiếp tục với sự đón nhận bởi nhiều đối tượng độc giả ở các độ tuổi tương đối rộng và đặc biệt là từ những người làm bánh cũng như những người đã từng hâm mộ loạt manga Mister Ajikko. Một đặc điểm khác khiến loạt manga này được chú ý là việc sử dụng và giải thích các thuật ngữ khác nhau được sử dụng trong nấu nướng bổ sung thêm giá trị giáo dục.
Viz Media đã đăng ký bản quyền để phát hành phiên bản tiếng Anh của loạt manga tại thị trường Bắc Mỹ, Akata/Delcourt đăng ký tại Pháp và Québec, Editorial Ivréa đăng ký tại Tây Ban Nha, Elex Media Komputindo tại Indonesia, EMA đăng ký tại Đức và Tong Li Publishing đăng ký tại Đài Loan.

### Anime
Hãng Sunrise đã thực hiện chuyển thể anime của loạt manga và phát sóng tại Nhật Bản từ ngày 12 tháng 10 năm 2004 đến ngày 14 tháng 3 năm 2006 trên kênh TV Tokyo với 69 tập. Với nội dung bao hàm 3 trên 5 phần cốt truyện chính của loạt manga cùng một số thay đổi nhỏ. Kênh truyền hình vệ tinh Animax đã phát sóng bộ anime này trên toàn hệ thống của mình ở khắp khu vực Đông Nam Á và Nam Á cũng như ở các khu vực khác trên thế giới như Tây Ban Nha, Bồ Đào Nha cũng như ở Bắc Mỹ. IDP Home Video Music đã đăng ký bản quyền phân phối bộ anime tại Pháp, Luk Internacional đăng ký tại Tây Ban Nha và Muse Communication tại Đài Loan.

### Âm nhạc
Bộ anime có 9 bài hát chủ đề, 3 mở đầu và 6 kết thúc. Bài hát mở đầu thứ nhất có tựa Houki Gumo (ホウキ雲) do RYTHEM trình bày sử dụng trong tập 1 đến 29 cũng như là bài hát kết thúc cho tập 69, đĩa chứa bài hát đã phát hành vào ngày 26 tháng 1 năm 2006. Bài hát mở đầu thứ hai có tựa Promise do TiA trình bày sử dụng trong tập 30 đến 53, bài hát mở đầu thứ ba có tựa Chiisana Uta (小さな詩) do MARIA trình bày sử dụng trong tập 54 đến 68, hai đĩa chứa các bài hát đã phát hành vào ngày 03 tháng 8 năm 2006. Bài hát kết thúc thứ nhất có tựa Sunday do The Babystars trình bày sử dụng trong tập 1 đến 12, đĩa đơn chứa bài hát đã phát hành vào ngày 10 tháng 11 năm 2004. Bài hát kết thúc thứ hai có tựa To All Tha Dreamers do SOUL'd OUT trình bày sử dụng trong tập 13 đến 29, đĩa đơn chứa bài hát đã phát hành vào ngày 01 tháng 1 năm 2005. Bài hát kết thúc thứ ba có tựa Humming Bird do little by little trình bày sử dụng trong tập 30 đến 42, đĩa đơn chứa bài hát đã phát hành vào ngày 08 tháng 6 năm 2005. Bài hát kết thúc thứ tư có tựa Re: START do SURFACE trình bày sử dụng trong tập 43 đến 53, đĩa đơn chứa bài hát đã phát hành vào ngày 05 tháng 10 năm 2005. Bài hát kết thúc thứ năm có tựa Merry Go Round do Hoshimura Mai trình bày sử dụng trong tập 54 đến 62, đĩa đơn chứa bài hát đã phát hành vào ngày 11 tháng 1 năm 2006. Bài hát kết thúc thứ sáu có tựa Kokoro no Biidama (ココロビーダマ) do RYTHEM trình bày sử dụng trong tập 63 đến 68, đĩa đơn chứa bài hát đã phát hành vào ngày 01 tháng 3 năm 2006. Album tổng hợp các bài hát chủ đề của bộ anime đã phát hành vào ngày 21 tháng 6 năm 2006. Hai album tổng hợp các bản nhạc dùng trong bộ anime đã phát hành vào ngày 24 tháng 3 và ngày 23 tháng 11 năm 2005.
| Houki Gumo (ホウキ雲) | Houki Gumo (ホウキ雲)                                        | Houki Gumo (ホウキ雲) |
| STT                   | Nhan đề                                                      | Thời lượng            |
| --------------------- | ------------------------------------------------------------ | --------------------- |
| 1.                    | "Houki Gumo (ホウキ雲)"                                      | 4:27                  |
| 2.                    | "Na wo Motsu Hito he (名を持つ人へ)"                         | 4:14                  |
| 3.                    | "Mangekyou Kira Kira (acoustic) (万華鏡キラキラ (acoustic))" | 4:37                  |
| 4.                    | "Houki Gumo (instrumental) (ホウキ雲 (instrumental))"        | 4:28                  |
| Tổng thời lượng:      | Tổng thời lượng:                                             | 17:46                 |

| Promise          | Promise                         | Promise    |
| STT              | Nhan đề                         | Thời lượng |
| ---------------- | ------------------------------- | ---------- |
| 1.               | "Promise"                       | 4:33       |
| 2.               | "Taisetsu na Mono (大切なもの)" | 5:07       |
| 3.               | "Promise (Instrumental)"        | 4:33       |
| Tổng thời lượng: | Tổng thời lượng:                | 14:13      |

| Chiisana Uta (小さな詩) | Chiisana Uta (小さな詩)                                 | Chiisana Uta (小さな詩) |
| STT                     | Nhan đề                                                 | Thời lượng              |
| ----------------------- | ------------------------------------------------------- | ----------------------- |
| 1.                      | "Chiisana Uta (小さな詩)"                               | 3:59                    |
| 2.                      | "Sora (空来～ソラ～)"                                   | 4:19                    |
| 3.                      | "Chiisana Uta -instrumental- (小さな詩ーinstrumental-)" | 4:01                    |
| Tổng thời lượng:        | Tổng thời lượng:                                        | 12:19                   |

| SUNDAY           | SUNDAY           | SUNDAY     |
| STT              | Nhan đề          | Thời lượng |
| ---------------- | ---------------- | ---------- |
| 1.               | "SUNDAY"         | 4:09       |
| 2.               | "My Stride"      | 4:03       |
| Tổng thời lượng: | Tổng thời lượng: | 8:12       |

| To All Tha Dreamers | To All Tha Dreamers   | To All Tha Dreamers |
| STT                 | Nhan đề               | Thời lượng          |
| ------------------- | --------------------- | ------------------- |
| 1.                  | "To All Tha Dreamers" | 5:16                |
| 2.                  | "To All My Dearests"  | 6:03                |
| Tổng thời lượng:    | Tổng thời lượng:      | 11:19               |

| Hummingbird (ハミングバード) | Hummingbird (ハミングバード)                                 | Hummingbird (ハミングバード) |
| STT                          | Nhan đề                                                      | Thời lượng                   |
| ---------------------------- | ------------------------------------------------------------ | ---------------------------- |
| 1.                           | "Hummingbird (ハミングバード)"                               | 4:50                         |
| 2.                           | "LONELY SURVIVOR"                                            | 4:22                         |
| 3.                           | "Hummingbird -Instrumental- (ハミングバード -Instrumental-)" | 4:49                         |
| Tổng thời lượng:             | Tổng thời lượng:                                             | 14:01                        |

| Re:START         | Re:START             | Re:START   |
| STT              | Nhan đề              | Thời lượng |
| ---------------- | -------------------- | ---------- |
| 1.               | "Re:START"           | 3:36       |
| 2.               | "CALLED GAME"        | 3:42       |
| 3.               | "airy"               | 5:24       |
| 4.               | "Re:START -TV Edit-" | 1:30       |
| Tổng thời lượng: | Tổng thời lượng:     | 14:12      |

| Merry Go Round   | Merry Go Round                  | Merry Go Round |
| STT              | Nhan đề                         | Thời lượng     |
| ---------------- | ------------------------------- | -------------- |
| 1.               | "Merry Go Round"                | 4:34           |
| 2.               | "Remember"                      | 4:47           |
| 3.               | "Merry Go Round (Instrumental)" | 4:34           |
| Tổng thời lượng: | Tổng thời lượng:                | 13:55          |

| Kokoro no Biidama (ココロビーダマ) | Kokoro no Biidama (ココロビーダマ)                                | Kokoro no Biidama (ココロビーダマ) |
| STT                                | Nhan đề                                                           | Thời lượng                         |
| ---------------------------------- | ----------------------------------------------------------------- | ---------------------------------- |
| 1.                                 | "Kokoro no Biidama (ココロビーダマ)"                              | 4:08                               |
| 2.                                 | "M"                                                               | 4:20                               |
| 3.                                 | "Negai (Asayake Ver.) (願い(朝焼けver.))"                         | 1:18                               |
| 4.                                 | "Kokoro no Biidama (Instrumental) (ココロビーダマ(Instrumental))" | 4:09                               |
| Tổng thời lượng:                   | Tổng thời lượng:                                                  | 13:55                              |

| Yakitate!! Japan Shudaika Shu Best Pan! (焼きたて!!ジャぱん 主題歌集BESTぱん!) | Yakitate!! Japan Shudaika Shu Best Pan! (焼きたて!!ジャぱん 主題歌集BESTぱん!) | Yakitate!! Japan Shudaika Shu Best Pan! (焼きたて!!ジャぱん 主題歌集BESTぱん!) |
| STT                                                                            | Nhan đề                                                                        | Thời lượng                                                                     |
| ------------------------------------------------------------------------------ | ------------------------------------------------------------------------------ | ------------------------------------------------------------------------------ |
| 1.                                                                             | "Houki Kumo (ホウキ雲)"                                                        | 4:30                                                                           |
| 2.                                                                             | "SUNDAY"                                                                       | 4:09                                                                           |
| 3.                                                                             | "To All Tha Dreamers"                                                          | 5:17                                                                           |
| 4.                                                                             | "Promise"                                                                      | 4:33                                                                           |
| 5.                                                                             | "Hummingbird (ハミングバード)"                                                 | 4:52                                                                           |
| 6.                                                                             | "Re:START"                                                                     | 3:38                                                                           |
| 7.                                                                             | "Chiisana Uta (小さな詩)"                                                      | 4:00                                                                           |
| 8.                                                                             | "Merry Go Round"                                                               | 4:35                                                                           |
| 9.                                                                             | "Kokoro Biidama (ココロビーダマ)"                                              | 4:12                                                                           |
| 10.                                                                            | "Yakitate!! Japan (焼きたて!!ジャぱん)"                                        | 2:17                                                                           |
| Tổng thời lượng:                                                               | Tổng thời lượng:                                                               | 42:03                                                                          |

| Yakitate!! Japan Original・Soundtrack (焼きたて!! ジャぱん オリジナル・サウンドトラック) | Yakitate!! Japan Original・Soundtrack (焼きたて!! ジャぱん オリジナル・サウンドトラック) | Yakitate!! Japan Original・Soundtrack (焼きたて!! ジャぱん オリジナル・サウンドトラック) |
| STT                                                                                      | Nhan đề                                                                                  | Thời lượng                                                                               |
| ---------------------------------------------------------------------------------------- | ---------------------------------------------------------------------------------------- | ---------------------------------------------------------------------------------------- |
| 1.                                                                                       | "Taiyou no Te ~Avant Title~ (太陽の手 ～アヴァンタイトル～)"                             | 0:22                                                                                     |
| 2.                                                                                       | "Houki Kumo (ホウキ雲)"                                                                  | 4:26                                                                                     |
| 3.                                                                                       | "Yakitate!! Japan (焼きたて!! ジャぱん)"                                                 | 2:15                                                                                     |
| 4.                                                                                       | "Daybreak・Symphony (デイブレイク・シンフォニー)"                                        | 2:50                                                                                     |
| 5.                                                                                       | "Pantasia no Musume (パンタジアの娘)"                                                    | 2:46                                                                                     |
| 6.                                                                                       | "Bitter・Sweet・Serenade (ビター・スウィート・セレナーデ)"                               | 2:49                                                                                     |
| 7.                                                                                       | "Namaiki Butter Roll (なまいきバターロール)"                                             | 2:47                                                                                     |
| 8.                                                                                       | "Yuuhi no Gauntlet (夕陽のガントレット)"                                                 | 3:30                                                                                     |
| 9.                                                                                       | "Taiyou no Shakehand (太陽のシェイクハンド)"                                             | 1:35                                                                                     |
| 10.                                                                                      | "Cash・my・Love (キャシー・マイ・ラヴ)"                                                  | 2:28                                                                                     |
| 11.                                                                                      | "Carnival Battle (カーニバル・バタール)"                                                 | 1:58                                                                                     |
| 12.                                                                                      | "Dokomademo Kurayami (どこまでも暗闇)"                                                   | 1:38                                                                                     |
| 13.                                                                                      | "Shissou!! Tetsuko 3-gō (疾走!! 鉄子3号)"                                                | 2:05                                                                                     |
| 14.                                                                                      | "To All Tha Dreamers"                                                                    | 5:14                                                                                     |
| 15.                                                                                      | "Funny Po-n (ファニーボーン)"                                                            | 1:29                                                                                     |
| 16.                                                                                      | "Japan 16-gō (ジャぱん16号)"                                                             | 1:13                                                                                     |
| 17.                                                                                      | "Moeyo!! Japan (燃えよ!! ジャぱん)"                                                      | 2:35                                                                                     |
| 18.                                                                                      | "Wapisabi Wasabi (ワビサビワサビ)"                                                       | 1:36                                                                                     |
| 19.                                                                                      | "National Bread Undou (ナショナルブレッド運動)"                                          | 1:33                                                                                     |
| 20.                                                                                      | "Colosseum・of・Japan (コロシアム・オブ・ジャぱん)"                                      | 3:00                                                                                     |
| 21.                                                                                      | "Shukusai no Ato (祝祭のあと)"                                                           | 1:46                                                                                     |
| 22.                                                                                      | "Iza, Shousei!! (いざ、焼成!!)"                                                          | 2:38                                                                                     |
| 23.                                                                                      | "Taiyou no Densetsu (太陽の伝説)"                                                        | 1:28                                                                                     |
| 24.                                                                                      | "Minami Tokyo Shiten no Sesta (南東京支店のシエスタ)"                                    | 1:46                                                                                     |
| 25.                                                                                      | "Tengoku no Panya (天国のパン屋)"                                                        | 2:45                                                                                     |
| 26.                                                                                      | "Starting・Over (スターティング・オーヴァー)"                                            | 2:08                                                                                     |
| 27.                                                                                      | "Yakitate!! Japan (Flamenco Ver.) (焼きたて!! ジャぱん (フラメンコ ver.))"               | 2:25                                                                                     |
| 28.                                                                                      | "SUNDAY"                                                                                 | 4:08                                                                                     |
| Tổng thời lượng:                                                                         | Tổng thời lượng:                                                                         | 1:07:13                                                                                  |

| Yakitate!! Japan Original・Soundtrack 2 (焼きたて!!ジャぱん オリジナル・サウンドトラック 2) | Yakitate!! Japan Original・Soundtrack 2 (焼きたて!!ジャぱん オリジナル・サウンドトラック 2) | Yakitate!! Japan Original・Soundtrack 2 (焼きたて!!ジャぱん オリジナル・サウンドトラック 2) |
| STT                                                                                         | Nhan đề                                                                                     | Thời lượng                                                                                  |
| ------------------------------------------------------------------------------------------- | ------------------------------------------------------------------------------------------- | ------------------------------------------------------------------------------------------- |
| 1.                                                                                          | "Promise"                                                                                   | 4:32                                                                                        |
| 2.                                                                                          | "Amore! Pantasia! (アモーレ! パンタジア!)"                                                  | 1:55                                                                                        |
| 3.                                                                                          | "Monaco Cup・Match (モナコカップ・マーチ)"                                                  | 2:57                                                                                        |
| 4.                                                                                          | "Yakitate!! Japan (Samba Ver) (焼きたて!! ジャぱん(サンバver))"                             | 1:35                                                                                        |
| 5.                                                                                          | "Yakitate!! Japan (Hawaiian Ver) (焼きたて!! ジャぱん(ハワイアンver))"                      | 1:54                                                                                        |
| 6.                                                                                          | "Tatakai no Toki (戦いのとき)"                                                              | 2:25                                                                                        |
| 7.                                                                                          | "Lion King (ライオンキング)"                                                                | 2:40                                                                                        |
| 8.                                                                                          | "Kokoro no Sokomademo (心の底までも)"                                                       | 2:39                                                                                        |
| 9.                                                                                          | "Next・Crisis (ネクスト・クライシス)"                                                       | 1:18                                                                                        |
| 10.                                                                                         | "Samurai Boy (サムライハート)"                                                              | 1:56                                                                                        |
| 11.                                                                                         | "Sister Mako (シスター真子)"                                                                | 1:06                                                                                        |
| 12.                                                                                         | "Yakitate!! Japan (Relax Ver) (焼きたて!! ジャぱん(リラックスver))"                         | 1:47                                                                                        |
| 13.                                                                                         | "Happy・Drifters (ハッピー・ドリフターズ)"                                                  | 2:00                                                                                        |
| 14.                                                                                         | "Hummingbird (ハミングバード)"                                                              | 4:50                                                                                        |
| 15.                                                                                         | "Omoide wa Tooku (思い出は遠く)"                                                            | 1:42                                                                                        |
| 16.                                                                                         | "Yomichi no Kuroneko (夜道の黒猫)"                                                          | 1:17                                                                                        |
| 17.                                                                                         | "Quedam ga Raimasu! (ケダムが来ます!)"                                                      | 1:57                                                                                        |
| 18.                                                                                         | "Pierrot・Bolneze (ピエロ・ボルネーゼ)"                                                     | 2:34                                                                                        |
| 19.                                                                                         | "Himitsu Keisatsu Pharaoh (秘密警察ファラオ)"                                               | 1:41                                                                                        |
| 20.                                                                                         | "Bench・Time (ベンチ・タイム)"                                                              | 1:58                                                                                        |
| 21.                                                                                         | "Takurami no Rythem (企みのリズム)"                                                         | 1:41                                                                                        |
| 22.                                                                                         | "Quiet・Conflict (クワイエット・コンフリクト)"                                              | 1:17                                                                                        |
| 23.                                                                                         | "Battle・in・Action (バトル・イン・アクション)"                                             | 3:09                                                                                        |
| 24.                                                                                         | "Japan, Sekai wo Kakeru (ジャぱん、世界を翔ける)"                                           | 4:05                                                                                        |
| 25.                                                                                         | "Start! (スタート!)"                                                                        | 2:12                                                                                        |
| 26.                                                                                         | "Yakitate!! Japan (Slower Ver) (焼きたて!! ジャぱん(スロウver))"                            | 2:23                                                                                        |
| 27.                                                                                         | "Tokimeki (トキメキ)"                                                                       | 2:07                                                                                        |
| 28.                                                                                         | "Re:START"                                                                                  | 3:36                                                                                        |
| Tổng thời lượng:                                                                            | Tổng thời lượng:                                                                            | 1:05:13                                                                                     |

## Đón nhận
Loạt manga đã giành được danh hiệu manga dành cho shōnen hay nhất tại lễ trao giải manga Shogakukan năm 2003.